# 蘭州公園
25°03′50″N 121°30′55″E / 25.063962°N 121.515393°E
蘭州公園是位於大同區蓬萊里的鄰里公園，曾經因為施天一里長復育螢火蟲而聞名，是少數城市中具有螢火蟲的鄰里公園。繼任里長已經中止螢火蟲復育，但仍保有蓮花池。

## 螢火蟲復育計畫爭議
繼任里長何英輝上任後，螢火蟲復育遭中止，當時引起正反兩派論戰，但後續仍中止該項計畫。